# Jewhenija Lopata

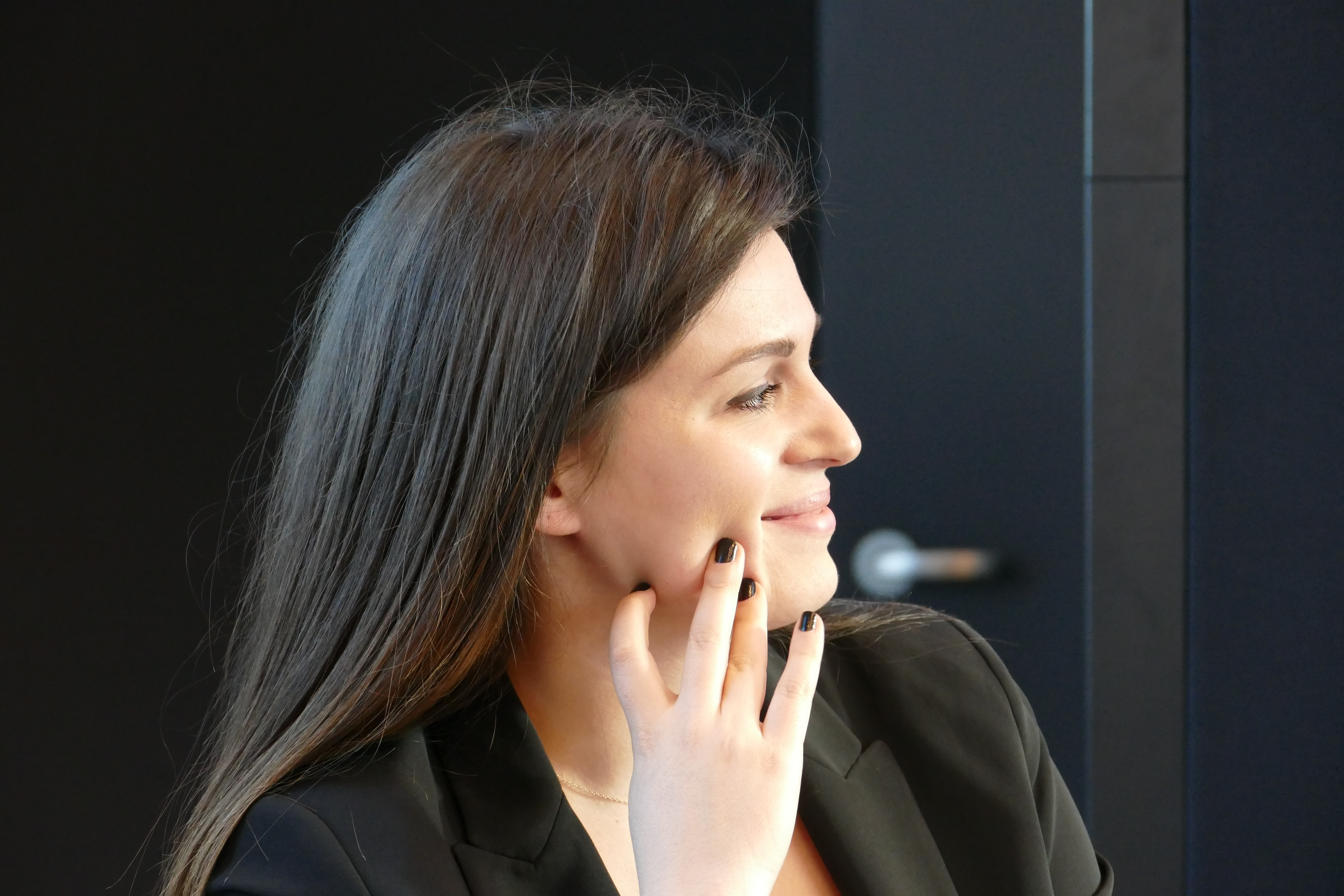
Jewhenija Lopata (2019)

Jewhenija Lopata (ukrainisch Євгенія Валеріївна Лопата Jewhenija Walerijiwna Lopata; englische Transkription Evgenia Lopata * 1. November 1994 in Czernowitz, Ukraine) ist eine ukrainische Kulturmanagerin und Übersetzerin, künstlerische Leiterin und Geschäftsleiterin von Meridian Czernowitz. Sie steht auf der Liste 30 UNDER 30 Forbes Ukraine.

## Herkunft und Ausbildung
Jewhenija Lopatas Vater ist Germanist, ihre Mutter Ukrainistin. Sie hat einen Bruder.
Von 2001 bis 2012 besuchte Jewhenija Lopata das Czernowitzer Gymnasium #1 mit erweitertem Deutschunterricht, das sie 2012 mit Auszeichnung absolvierte.
Nach dem Abitur studierte sie von 2012 bis 2018 Germanistik und Wirtschaftswissenschaften (Management und Administration) an der Jurij-Fedkowytsch-Universität Czernowitz, parallel auch an der Universität Graz. Ihr Magisterstudium schloss sie 2018 mit einer Arbeit zum Thema Coaching als Führungstechnik im Unternehmen ab. Seit 2019 studiert sie Kulturwissenschaften an der Humboldt-Universität zu Berlin.
Jewhenija Lopata spricht fließend Deutsch, Englisch, Russisch und ihre Muttersprache Ukrainisch.

## Karriere
Jewhenija Lopata leitet seit 2013 das Internationale Lyrikfestival Meridian Czernowitz sowie den gleichnamigen Verlag.
Als Übersetzerin überträgt sie Texte aus dem Deutschen ins Ukrainische. Darüber hinaus fungiert sie als Kontaktperson für die Lyrikline in der Ukraine. Sie organisiert Lesereisen ukrainischer Autoren wie unter anderem von Serhij Schadan, Oksana Sabuschko und Jurij Andruchowytsch durch Europa, initiiert viele internationale europäisch-ukrainische Kulturprojekte, beschäftigt sich seit Jahren mit der Präsenz ukrainischer Literaten auf internationalen Literaturforen wie der Leipziger-, der Wiener- und der Frankfurter Buchmesse.
2019 absolvierte sie ein Praktikum im Deutschen Bundestag im Büro von Markus Uhl (CDU).

## Ehrungen und Auszeichnungen
- 2015 Preis „Junge Europäerin des Jahres“ von der Schwarzkopf-Stiftung Junges Europa für Förderung des Kulturaustausches zwischen der Ukraine und der EU.
- 2021 Bundesverdienstmedaille[7]
- 2021 Czernowitzer-Medaille[8]

## Teilnahme an den internationalen Literatur- und Lyrikfestivals
- 2013–2021: Lemberger Buchmesse (Ukraine)
- 2014: Solothurner Literaturtage (Schweiz)
- 2014–2021: Kyiv Book Arsenal (Ukraine)
- 2014–2020: Leipziger Buchmesse (Deutschland)
- 2015: Internationales Literaturfestival BuchBasel (Schweiz)
- 2015: Lesereisen zusammen mit Serhij Schadan und Juri Andruchowytsch als Moderatorin und Dolmetscherin in der Schweiz (Basel, Stans, Lenzburg, Zürich)
- 2015: Stockholm International Poetry Festival (Schweden)
- 2015: Sha'ar International Poetry Festival (Israel)
- 2015–2018: Frankfurter Buchmesse (Deutschland)
- 2015–2019: Poesiefestival berlin (Deutschland)
- 2016, 2019: 21. Internationales Literaturfestival Leukerbad (Schweiz)
- 2017: XXXIII International Poetry Festival of Barcelona (Spanien)
- 2017–2018: Wiener Buchmesse (Österreich)
- 2017–2018: Lesereisen zusammen mit Serhij Schadan als Moderatorin und Dolmetscherin in Deutschland (Köln, Frankfurt am Main, Marburg, Greifswald, Frankfurt (Oder), Berlin, Braunschweig, Düsseldorf), Frankreich (Nizza, Lille, Paris) und in der Schweiz (Luzern, Basel, Bern).
- 2019:  Fokus Lyrik. Festivalkongress zur Gegenwartslyrik (Deutschland)

## Publikationen
- Mein Freund, der Kranführer – Übersetzung der ausgewählten Gedichte von Pedro Lenz ins Ukrainische zusammen mit Serhiy Zhadan (Meridian Czernowitz Verlag, 2018, Fotos – Julia Weber)
- Deutsch-ukrainische Anthologie »Paul Celan 100« (herausgegeben von Jewhenija Lopata, Meridian Czernowitz Verlag, 2021)
- Anthologie zeitgenössischer deutschsprachiger Lyrik aus der Schweiz in ukrainischen und russischen Übertragungen (herausgegeben von Evgenia Lopata, Meridian Czernowitz Verlag, 2021)[9]
- Anthologie »State of War« mit Vorwort von Walerij Saluschnyj (herausgegeben von Jewhenija Lopata und Andrij Ljubka, Meridian Czernowitz Verlag, 2023) – ukrainische und englische Ausgaben